# Toto XIV
Toto XIV — четырнадцатый студийный альбом американской рок-группы Toto, выпущенный 20 марта 2015 года. Альбом знаменует возвращение в состав группы вокалиста Джозефа Уильямса, клавишника Стива Поркаро и бас-гитариста Дэвида Хангейта. Также Toto XIV является первым альбомом группы, в записи которого принял участие барабанщик Кит Карлок, который заменил Саймона Филлипса.

## Название альбома
В 2014 году член коллектива Стив Люкатер раскрыл значение такого противоречивого названия: группа сосчитала все свои альбомы, включая новую пластинку. В ходе этого также был посчитан и Toto XX (1998), который не является студийным альбом, а сборником ранее неизданных песен. По этой причине Toto XIV стал четырнадцатым по счёту альбомом в дискографии группы.

## Список композиций
| №                   | Название                        | Автор(ы)                   | Ведущий вокал                | Длительность |
| ------------------- | ------------------------------- | -------------------------- | ---------------------------- | ------------ |
| 1.                  | «Running Out of Time»           | Люкатер, Пэйч, Уильямс     | Джозеф Уильямс               | 4:06         |
| 2.                  | «Burn»                          | Уильямс, Пэйч              | Уильямс                      | 4:56         |
| 3.                  | «Holy War»                      | Люкатер, Уанстон, Уильямс  | Уильямс, Стив Люкатер        | 5:24         |
| 4.                  | «21st Century Blues»            | Люкатер, Уанстон           | Люкатер                      | 6:08         |
| 5.                  | «Orphan»                        | Пэйч, Уильямс, Люкатер     | Уильямс                      | 3:55         |
| 6.                  | «Unknown Soldier (For Jeffrey)» | Пэйч, Люкатер              | Люкатер                      | 5:06         |
| 7.                  | «The Little Things»             | Стив Поркаро, Элли Уильямс | Стив Поркаро                 | 4:34         |
| 8.                  | «Chinatown»                     | Пэйч, Майк Шервуд          | Дэвид Пэйч, Уильямс, Люкатер | 5:07         |
| 9.                  | «All the Tears That Shine»      | Пэйч, Майк Шервуд          | Пэйч                         | 5:09         |
| 10.                 | «Fortune»                       | Уильямс                    | Уильямс                      | 4:46         |
| 11.                 | «Great Expectations»            | Пэйч, Уильямс, Люкатер     | Пэйч, Уильямс, Люкатер       | 6:48         |
| Общая длительность: | Общая длительность:             | Общая длительность:        | Общая длительность:          | 55:59        |

| №   | Название | Автор(ы)                  | Ведущий вокал | Длительность |
| --- | -------- | ------------------------- | ------------- | ------------ |
| 12. | «Bend»   | Майк Шервуд, Стив Поркаро | Поркаро       | 2:48         |

## Участники записи

### Toto
- Стив Люкатер — вокал, гитара, бас-гитара (треки 5, 6, 11)
- Джозеф Уильямс[англ.] — ведущий вокал, клавишные (треки 5, 11), перкуссия (трек 2)
- Дэвид Пэйч[англ.] — вокал, клавишные, дополнительный бас (трек 9)
- Стив Поркаро[англ.] — вокал, клавишные
- Кит Карлок[англ.] — ударные, бэк-вокал (2 трек)

### Дополнительные музыканты
- Дэвид Хангейт — бас-гитара (треки 3, 4, 7, 8)
- Тэл Вилкенфелд — бас-гитара (треки 9, 10)
- Леланд Склар[англ.] — бас-гитара (2 трек)
- Тим Лефебре — бас-гитара (1 трек)
- Ленни Кастро[англ.] — перкуссионные (треки 2, 3, 5-10)
- Мартин Тиллман — скрипка (треки 6, 7,11)
- Си Джей Уанстон[англ.] — дополнительные синтезаторы (треки 1-6, 10, 11), бэк-вокал (2 трек), продюсер
- Майкл Макдональд — бэк-вокал (треки 6, 8, 10)
- Эми Киз[англ.] — бэк-вокал (треки 4, 6, 8, 10)
- Мабруто Карпентер — бэк-вокал (треки 5, 11)
- Джеми Савко — бэк-вокал (треки 1, 2, 11)
- Эмма Уильямс — бэк-вокал (2 трек)
- Том Скотт[англ.] — саксофонные/духовые аранжировки (4 трек), саксофон (8 трек)